# جويل بحلق
جويل بحلق (27 أكتوبر 1979 -)، وهي ممثلة وإعلامية لبنانية.
واختيرت ملكة جمال لبنان لعام 1997. وتعمل مصممة أزياء  تعاقدت على الظهور في إعلانات شركات كبرى منها شركة كبرى تتعامل بالذهب. ودرست تصميم الأزياء وقدمت برنامج ستايل مع جويل في قناة إم بي سي. وقد أثبتت أنها ممثلة قديرة في أول تجربة تمثيلية لها في المسلسل البدوي آخر الفرسان التي بنيت قصته من وحي أشعار الشيخ محمد بن راشد آل مكتوم وأخرجه نجدة إسماعيل أنزور. ولقد أدت جويل دور البطولة النسائية في المسلسل وهو دور الأميرة شيماء التي وقعت في حب بشار وقد أدى دوره رشيد عساف الذي فضلته على ابن عمها رابح الذي أدى دوره عمار شلق. تزوجت جويل مؤخرا من رجل الأعمال اللبناني السيد عادل نادر.

## أعمالها
- برنامج ستايل مع جويل، إم بي سي.
- مسلسل آخر الفرسان.

## وصلات خارجية
- جويل بحلق على موقع IMDb (الإنجليزية)
- جويل بحلق على موقع قاعدة بيانات الأفلام العربية